# Loxoblemmus mirio
Loxoblemmus mirio är en insektsart som beskrevs av Andrej Vasiljevitj Gorochov 1996. Loxoblemmus mirio ingår i släktet Loxoblemmus och familjen syrsor. Inga underarter finns listade i Catalogue of Life.